# David Thomas (musicien)
Pour les articles homonymes, voir Thomas et David Thomas.
David Thomas, né le 14 juin 1953 à Miami (Floride) et mort le 23 avril 2025 à  Brighton and Hove (Sussex de l'Est, Angleterre), est un chanteur, compositeur et musicien américain.
Membre fondateur du groupe protopunk Rocket from the Tombs sous le pseudonyme de Crocus Behemoth, puis de Pere Ubu, il a également sorti plusieurs albums solo. Avant tout chanteur, il joue également parfois du clavier, du trombone, de la guitare, ainsi que d'autres instruments.
Figure culte du rock avant-gardiste, la voix haut perchée de Thomas est l'une des plus singulières du panorama de la musique rock ; Emerson Dameron a parlé de son chant comme « James Stewart emprisonné dans un hautbois », tandis que Greil Marcus écrit que « la voix de M. Thomas est celle d'un homme marmonnant dans une foule. Vous pensez qu'il se parle à lui-même jusqu'à ce que vous réalisiez qu'en réalité il est en train de vous parler ».

## Biographie
Né en Floride, David Thomas grandit dans la région de Cleveland (Ohio).
En 1975, il participe à la fondation de Rocket from the Tombs. Il compose au sein de ce groupe, avec Cheetah Chrome, la chanson iconique du punk rock Sonic Reducer, reprise et popularisée ultérieurement par les Dead Boys,. Le groupe se sépare en 1976. Il fonde ensuite Pere Ubu, qui restera dans sa première phase actif jusqu'en 1982.
Il travaille ensuite avec des musiciens variés, dont Richard Thompson, Philip Moxham (de Young Marble Giants), Lindsay Cooper (Henry Cow) et Chris Cutler. À l'origine proche du style développé dans Pere Ubu, les paroles de Thomas se font de plus en plus fantasques, les oiseaux devenant l'un de ses thèmes de prédilection.
Finalement, plusieurs anciens membres de Pere Ubu se retrouvèrent autour de Thomas ; ainsi l'album de 1987 Blame the Messenger porte plusieurs marques distinctives du groupe. Ceci ainsi que d'autres considérations amenèrent à la reformation officielle de Pere Ubu cette même année, le groupe étant toujours actif de nos jours.
La carrière solo de Thomas connut un important ralentissement à la suite de la réactivation de Pere Ubu. Durant les années 1980 Thomas joua toutefois dans un trio nommé The Accordion Club, qui partage dans une certaine mesure le répertoire de Pere Ubu. Bien que The Accordion Club n'ait jamais enregistré d'album, deux chansons sont apparues sur une compilation du magazine RēR Quarterly, menant à la formation du nouveau projet solo de Thomas, The Two pale Boys.
En supplément de plusieurs autres projets solo, il a également participé à plusieurs représentations théâtrales.

## Discographie

### Albums
Avec Rocket from the Tombs
- Voir la Discographie de Rocket from the Tombs

Avec Pere Ubu
- Voir la Discographie de Pere Ubu

David Thomas & the Pedestrians
- The Sound of the Sand & Other Songs of the Pedestrian (1981)
- Variations on a Theme (1983)
- More Places Forever (1985)

David Thomas & His Legs
- Winter Comes Home (1982)  (live - désavoué par Thomas dans les notes de livret du coffret Monster)

David Thomas & the Wooden Birds
- Monster Walks the Winter Lake (1986)
- Blame the Messenger (1987)

David Thomas & Foreigners
- Bay City (2000)

David Thomas & Two Pale Boys
- Erewhon (1996)
- Mirror Man (1999) (en tant que membre de The Pale Orchestra)
- Surf's Up! (2001)
- 18 Monkeys on a Dead Man's Chest (2004)

### EP
- Vocal Performances (1981).

### Compilations
- Monster (1997).

### Contributions
- Dan Dan et Drunken Sailor sur l'album de Hal Willner Rogue's Gallery: Pirate Ballads, Sea Songs, and Chanteys
- The Pigeons, Mr. McKenzie sur Differently Desperate par The Hat Shoes (LP/CD 1992).